# Arcidopsis footei
Arcidopsis footei是蚌科雕刻蚌亞科的一個淡水雙殼綱軟體動物物種，是印度西高止山脈的特有種，也是Arcidopsis屬的唯一物種，在其他文獻有作直屬於蚌科之下分類地位不明的群組。

## 型態描述
殼長形，殼脊隆起，前端壓縮、後端較短，看起來像是腰果般的形狀。

## 分佈及棲息地
本物種只見於印度次大陸南部西高止山脈中部卡纳塔克邦一帶較為寬闊的河流（例如：通嘉河:53）。然而，由於卡纳塔克邦的水壩工程及淨水與抽水設施工程、贝尔高姆地區凯塔拉哈河流域:53的水壩令熱季時的河道乾涸，造成本物種棲息地的破壞。抽水工程促進了農業發展之餘，卻令當地去森林化（deforestation）加劇，加上當地人並不會食用本物種，因此當地居民沒有想保留這些水中生物的動力，使這些破壞變得不可逆轉。
本物種在IUCN的地區紅色名錄上列為「瀕危」:51。